# Arslantepe

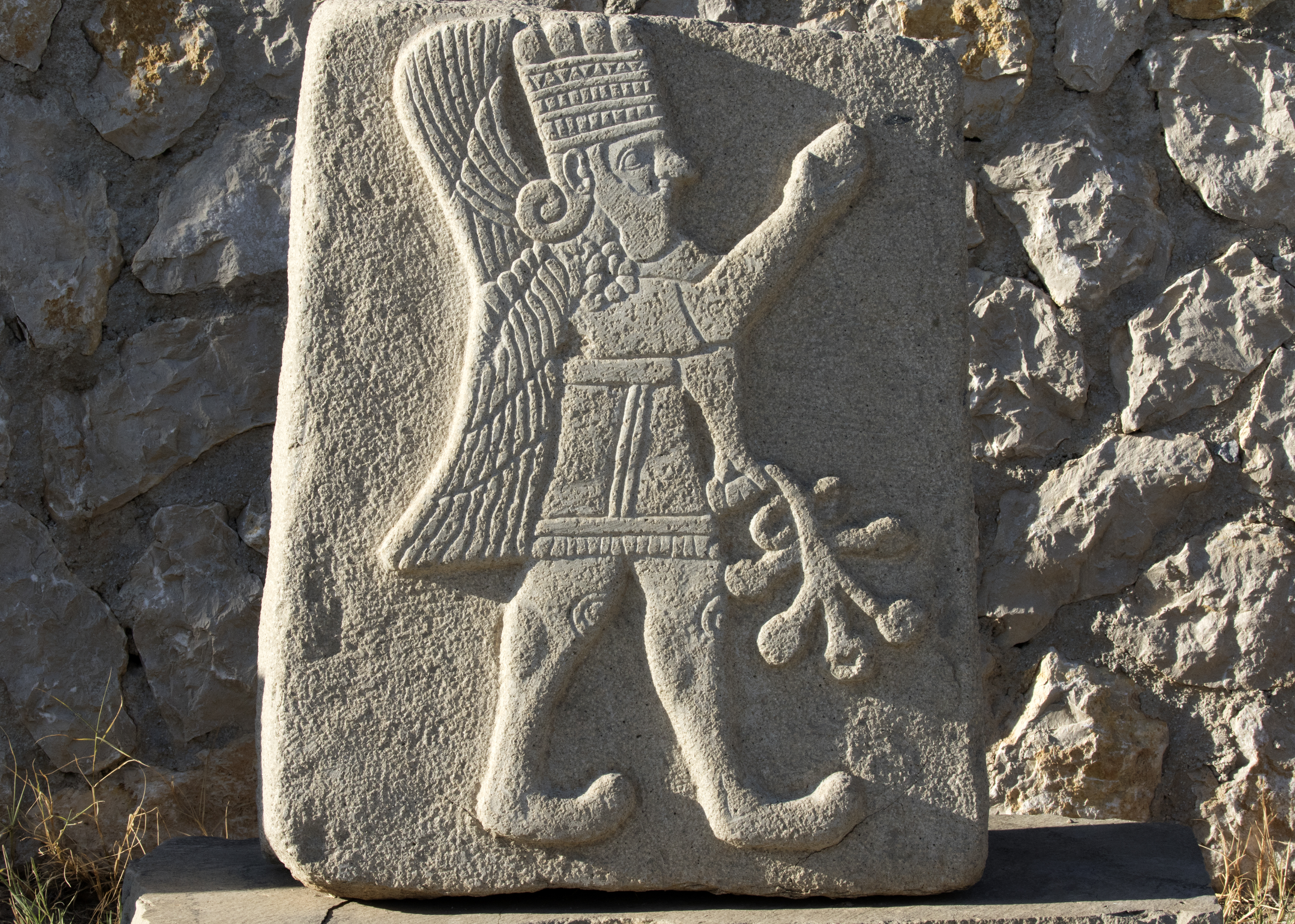
Talla de piedra a la entrada de las ruinas de Arslantepe.

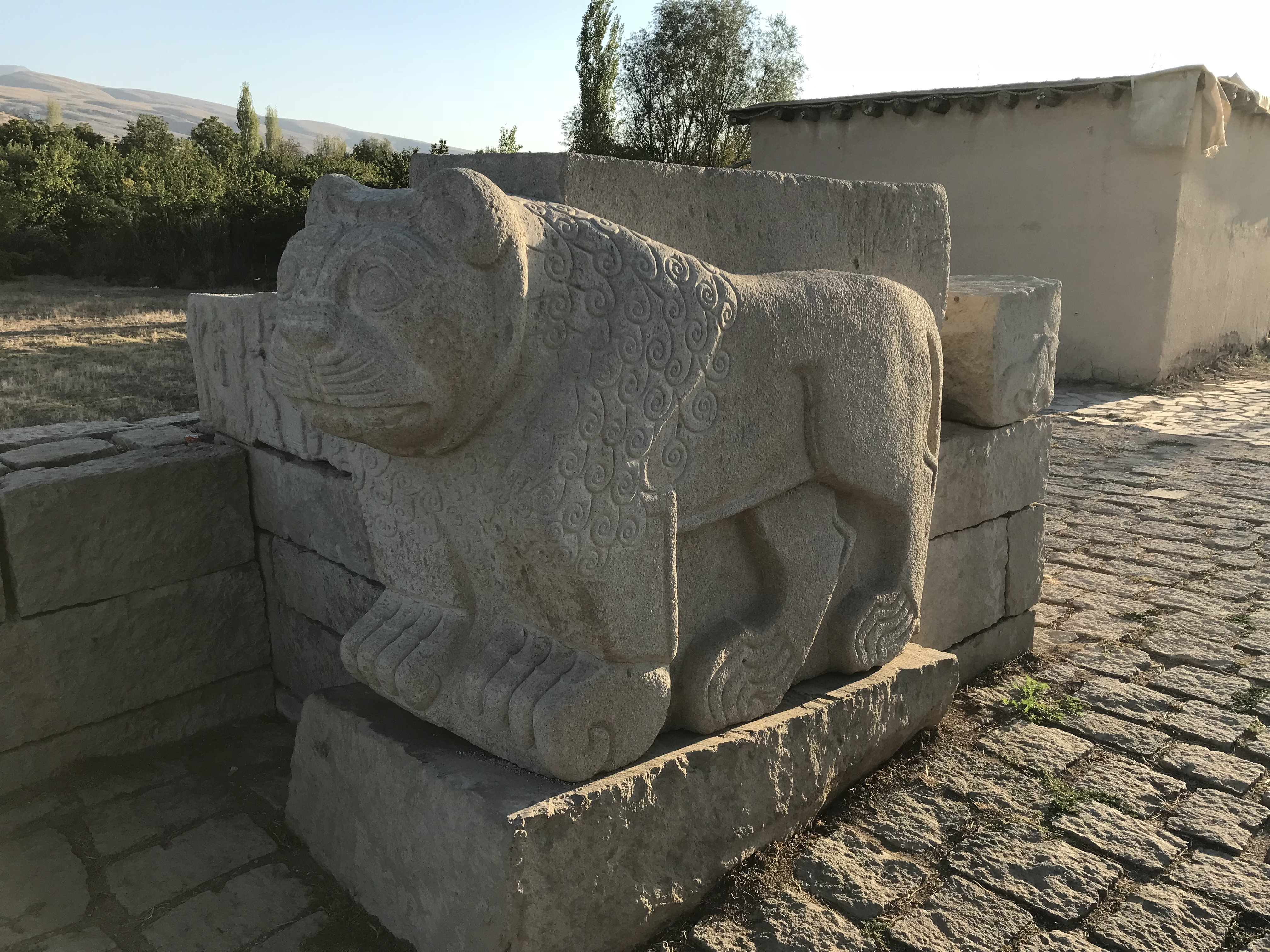
Un león hitita de la era neohitita (1180-700 a. C.) a la entrada de las ruinas de Arslantepe.

Arslantepe («la colina del león») es un sitio arqueológico situado a 6 km de la moderna ciudad de Malatya, en el sureste de Turquía, cuyo origen se sitúa en torno al V milenio a. C. En la Edad del Hierro (primera mitad del I milenio a. C.) fue el núcleo del antiguo emplazamiento de este asentamiento, denominado Melid o Milid.
El sitio de Arslantepe es un tell o colina artificial creado por la superposición de materiales depositados por la ocupación humana en el mismo lugar desde hace miles de años. Ha sido ocupado continuamente desde el V milenio a. C. hasta los períodos romano y bizantino.
Desde la Edad de Bronce el sitio se convirtió en un centro administrativo de una región del reino de Isuwa. La ciudad fue fortificada, probablemente debido a la amenaza hitita proveniente del oeste. Los hititas finalmente conquistaron la ciudad en el siglo XIV a. C. A mediados de este siglo, Melid fue la base del rey hitita Suppiluliuma I en su campaña para saquear Wassugani, la capital de Mitanni.
Después del fin del Imperio hitita, del siglo XII al siglo VII a. C., la ciudad se convirtió en el centro de un estado independiente luvio neohitita de Kammanu. En esta época se construyó un palacio y fueron erigidas esculturas monumentales en piedra de leones y del gobernante. 
El encuentro con el rey asirio Tiglat-Pileser I (1115-1077 a. C.) dio lugar a que el reino de Melid fuese obligado a pagar tributo a Asiria. Melid, aun así, siguió en la senda de la prosperidad hasta que el rey asirio Sargón II (722-705 a. C.) saqueó la ciudad en el año 712 a. C.  Cuando los cimerios y escitas invadieron Anatolia, la ciudad empezó su declive.

## Excavaciones
El yacimiento se conoce desde el siglo XIX. De 1930 a 1939, fue excavado por un equipo francés, dirigido por Louis Delaporte, que desenterró principalmente los niveles estratigráficos neohititas. Después de la Segunda Guerra Mundial, se reanudaron las excavaciones bajo la dirección de Claude Schaeffer, desde 1947 a 1951. Diez años más tarde, tras el término de las campaña arqueológica de los franceses, investigaron el yacimiento arqueólogos italianos dirigidos por Piero Meriggi y S. Puglisi. Concentraron sus excavaciones en los niveles del siglo IV a. C., con descubrimientos inesperados. Las excavaciones prosiguen, desde las últimas décadas, por el equipo al cargo de la arqueóloga italiana Marcella Frangipane de la Universidad de Roma "La Sapienza".
Se ha descubierto principalmente un complejo palaciego que data de finales del IV milenio a. C., único en su género, caracterizado por la presencia de al menos dos áreas de templos, almacenes, pinturas, y lo que se consideran las espadas más antiguas que se han encontrado en el mundo. Recientemente se encontró en el museo de un monasterio de Venecia una espada proveniente de Arslantepe, cuya antigüedad se calcula en 5000 años, que era exhibida erróneamente junto a armas de la Edad Media.